# Zeestroom van Primorje

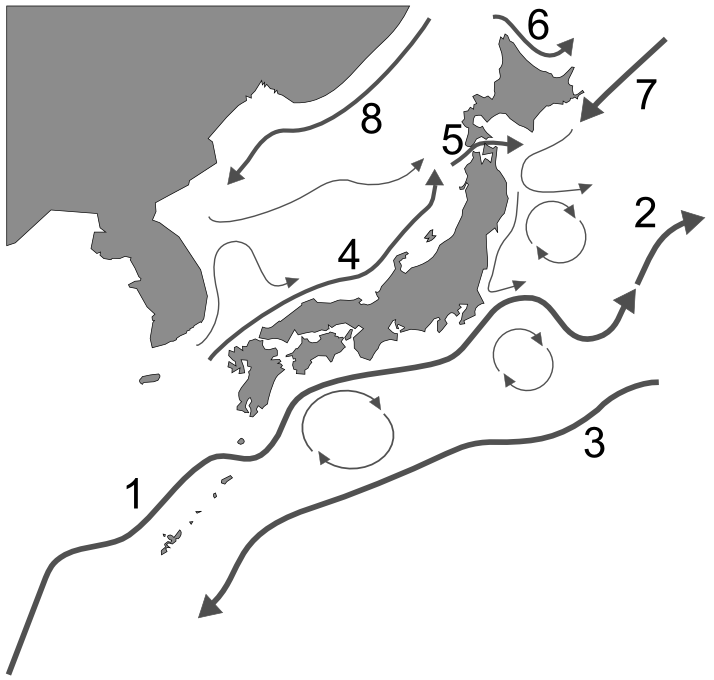
Nr. 8

De Zeestroom van Primorski of Limanstroom (Russisch: Приморское течение; Primorskoje tetsjenieje) is een koude zeestroom in de Japanse Zee. De zuidwestelijk stromende zeestroom ligt voor de zuidkust van de Russische kraj Chabarovsk en de kraj Primorje in het uiterste zuidoosten van Siberië.
In de Golf van Sachalin in de Zee van Ochotsk ten noorden van het schiereiland Schmidt-schiereiland van Sachalin, buigt de vanuit het oosten komende Noord-Ochotskstroom af naar het zuiden en splitst zich in twee takken. De oostelijke tak is de Oost-Sachalinstroom die in de Zee van Ochotsk blijft, de westelijke passeert de Tatarensont en loopt daarvandaan in zuidzuidwestelijke richting langs de kraj Primorje. De stroom splitst zich bij Kaap Povorotny, waarbij een sterke stroom zich in de richting van open zee begeeft en de andere tak via de Baai van Peter de Grote samenvloeit met de Noord-Koreastroom en in de richting van Korea stroomt. De Zeestromen van Primorski en Tsushima zijn gezamenlijk verantwoordelijk voor de circulatie van het water in de Japanse Zee tegen de klok in.
De snelheid van de zeestroom bedraagt ongeveer 1 kilometer per uur en op sommige plaatsen 2 tot 2,5 kilometer per uur. De breedte van de stroom bedraagt ongeveer 100 kilometer en de dikte van het waterpakket dat wordt vervoerd ongeveer 50 meter. De zeestroom heeft een belangrijke invloed op het klimaat van de kraj Primorje: het zeeklimaat aan de oostelijke kusten is in de zomer koeler dan in het binnenland, terwijl het in de winter juist andersom is. Ook is de zeestroom verantwoordelijk voor zware mist aan de kust in de zomer.
De zeestroom stroomt door de mariene ecoregio Japanse Zee.